# رايموند ماكي
رايموند ماكي (بالإنجليزية: Raymond McKee)‏ هو ممثل أمريكي، ولد في 7 ديسمبر 1892 في مقاطعة لي في الولايات المتحدة، وتوفي في 3 أكتوبر 1984 في لونغ بيتش في الولايات المتحدة بسبب ذات الرئة.

## وصلات خارجية
- رايموند ماكي على موقع IMDb (الإنجليزية)
- رايموند ماكي على موقع قاعدة بيانات الفيلم (الإنجليزية)